# Peder Bonde
Peder Carlsson Bonde af Björnö, född den 2 september 1923 i Stockholm, död den 22 juli 2013 i Stockholm, var en svensk greve, direktör och kabinettskammarherre tillhörig ätten Bonde af Björnö.

## Biografi
Peder Bonde var son till militären och dressyrryttaren Carl Bonde och dennes andra hustru Ebba Wallenberg samt halvbror till arméchefen Thord Bonde. Peder Bonde  var vidare dotterson till Marcus Wallenberg, även kallad "Häradshövdingen".
Peder Bonde avlade reservofficersexamen 1946, juris kandidatexamen 1948 och gjorde tingstjänstgöring 1948–51. Han anställdes vid Stockholms Enskilda Bank 1952, blev biträdande direktör 1957 och direktör 1961. Han var chef för avdelningskontoret i Göteborg 1968–71, vice VD 1969–71. Han deltog aktivt i förhandlingarna med Skandinaviska Banken om ett samgående, vilket ledde till bildandet av Skandinaviska Enskilda Banken den 1 januari 1972. 
När den tilltänkte vice koncernchefen för de fusionerade bankerna, Marc Wallenberg, begick självmord i slutet av 1971 utsågs Peder Bonde till dennes efterträdare. Han kvarstod på denna post fram till 1973 och blev därefter vice VD för Saléninvest 1973–76. Bonde var representant för Skandinaviska Enskilda Banken i Zürich 1977, VD för Banque Scandinave en Suisse i Genève 1978–82, vice ordförande i Investor och Providentia 1983–92, samt vice ordförande i Investor i Stockholm och Instoria Inc. i New York med placering i Washington, D.C.
Peder Bonde var även ordförande i Marcus och Amalia Wallenbergs Minnesfond, styrelseledamot i International Management and Development Institute i Washington, Forestal Valdivia Santiago, ledamot i advisory board vid World Economic Forum i Genève och i Thomas Jefferson University i Philadelphia. Han utnämndes 1986 till kabinettskammarherre. Peder Bonde var också hedersledamot av Stockholms nation.